# Plasmodium malariae
Plasmodium malariae är encelliga endoparasitiska protozoer och är en av de fyra parasiter vilka främst orsakar sjukdomen malaria hos människor. P. malariae använder malariamyggor som vektor för att så småningom nå sin slutvärd. Karaktäristiskt för P. malariae är att parasiten ger upphov till feber vilken återkommer var tredje dag. Detta sker på grund av att parasiten har ett 72 timmars utvecklingsstadium. Obehandlad P. malariae kan orsaka en kronisk infektion hos sin värd. P. malariae sprids främst i tropiska och subtropiska miljöer.

## Historia
Sjukdomen malaria har omnämnts i flera bibliska skrifter och var allmänt känd redan från romerska och grekiska civilisationer för mer än 2000 år sedan.
Pasteur och Kochs framgångsrika arbete med bakterier och mikroorganismer under 1870-talet gjorde att man länge trodde att sjukdomen malaria var åsamkat av just bakterier. Denna teori byggde på att bakterierna antingen överförts via luft och inandning eller konsumtion av till exempel infekterat vatten. År 1880 upptäckte dock den franska läkaren Alphonse Laveran att sjukdomen orsakades av en parasit. Upptäckten var av stor betydelse och gjorde att Alphonse Laveran år 1907 erhöll Nobelpriset i fysiologi eller medicin.
Sex år senare, år 1886, visade Camillo Golgis kompletterande studier av de olika febermönstren att upphovet till infektionerna handlade om mer än en parasit. Så småningom separerades parasiterna och erhöll de namn de bär i dag. P. malariae tilldelades sitt namn av de italienska läkarna Grassi och Feletti år 1890.
Malaria var även en vanligt förekommande sjukdom i norra Europa under 1800- och 1900-talet. Men utrotades främst på grund av att befolkningens bostäder blev bättre och familjerna blev mindre.

## Epidemiologi

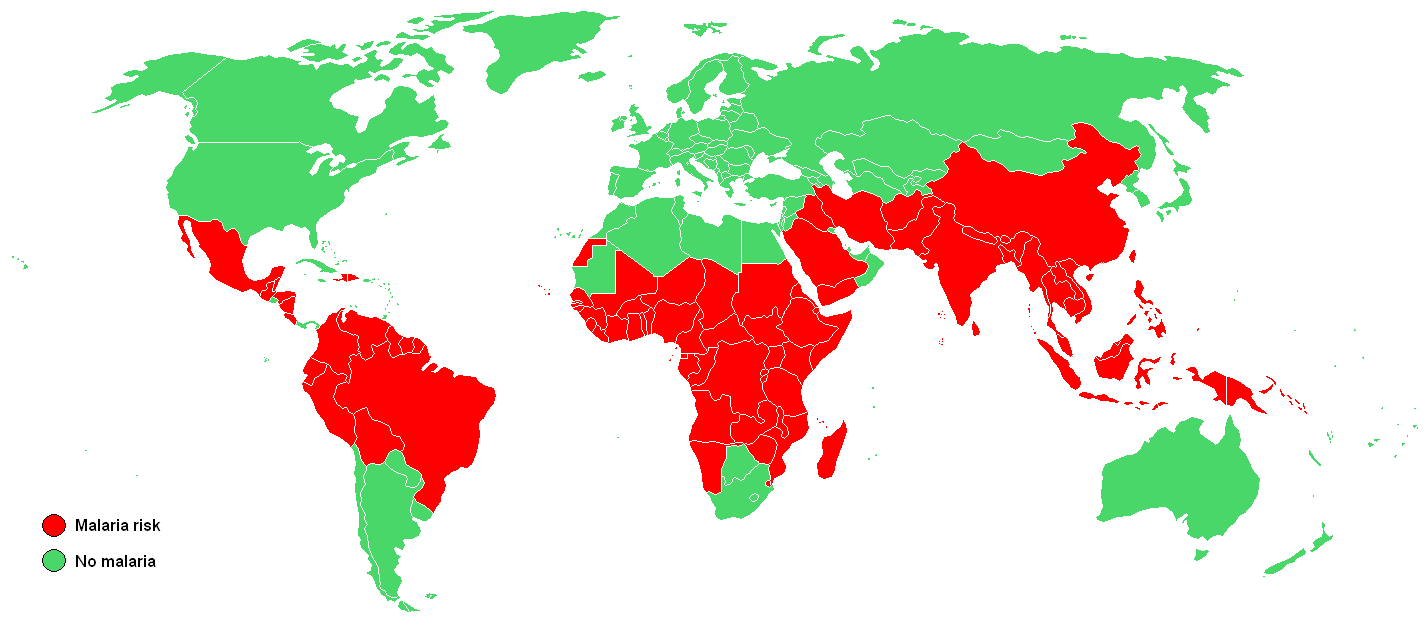
En karta över malariadrabbade områden

Plasmodium malariae existerar endemiskt i subtropiska områden. Dessa område är optimala för myggornas ekologiska nisch, vilka är parasitens smittospridare. Parasiten existerar främst i områdena Subsahariska Afrika, sydöstra Asien, Indonesien, flera av öarna i Stilla havet samt i Amazonområdet i Sydamerika.
Spridningen av sjukdomen malaria ökar dels med den ökande globala uppvärmningen vilket gör att malaria parasitens vektor, Anopheles-honmyggans ekologiska nisch ökar. Den optimala temperaturen för effektiv parasitutveckling ligger emellan 25 °C  till 30 °C och vatten temperaturerna bör ligga mellan 22 °C till 26 °C för att få en snabb övergång mellan larv till puppa för myggan. En temperatur skillnad på bara 1 °C kan påverka myggans livslängd med en vecka. Ökade temperaturer leder alltså inte enbart till en snabbare tillväxt och längre livslängd hos vektorn utan även en effektivare utveckling av parasiten. Länder med lägre temperaturer har dock även drabbats av malaria endemier detta på grund av att myggan övervintrar i varma stugor och hus. Miljön samt temperaturen spelar en stor roll för både vektorn och parasitens populations ökning men en stor population av parasiten är en förutsättning för sjukdomens spridning. Utrotningen av malaria i Finland och Norra Europa berodde främst på minskade familjer samt förbättrade bostäder vilket försvårade både spridning för parasiten samt övervintring för vektorn. En annan orsak till spridningen av malaria parasiten uppges vara en ökad migration ifrån endemiska regioner men även politisk instabilitet och en minskad finansiering av vektorkontroll.
P. falciparum, P. vivax, P. malariae, och P. ovale är särskilt smittsamma för människor och uppskattningsvis drabbas 500 miljoner människor av malaria varje år. Av dessa dör två miljoner i sviterna av sjukdomen. Av parasiterna är P. malariae en av de minst studerade.  Anledningen till att forskningen kring P.malariae är bristfällig kan delvis förklaras med att parasiten ger ett mildare sjukdomsförlopp samt har en låg spridning. För att fastställa en infektion av P. malariae krävs ofta PCR (Polymeraskedjereaktion) teknik vilket leder till att många fall av P. malariae troligtvis är underrapporterade. P. malariae tros ha adapterat till Plasmodium brasilianum vilka under de senaste 500 åren har anpassat sig för att växa i brednäsor.
Flera av de malariaframkallande parasiterna har utvecklat en läkemedelsresistens vilket gör att utrotning inte tros vara möjlig. P. malariae har dock inte visat resistens mot de nuvarande läkemedlen.

## Malariaparasitens livscykel

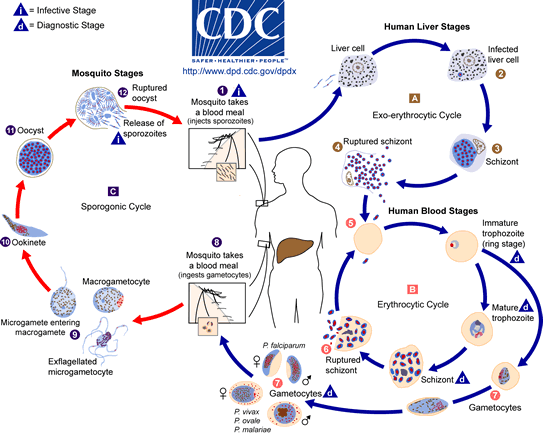
Malaria parasitens livscykel

I princip har alla arter av mänskliga malariaparasiter samma livscykel, vilken är i stort sett komplicerad och kräver två värdar för att genomföra en cykel. Det går genom olika utvecklingsfaser och omfattar en sexuell fas (sporogoni), som sker i Anopheles honmygga och en annan icke-sexuell fas (schizogoni), som sker i en människa.

### Pre-erytrocytisk schizogoni
Infektionen av plasmodiumparasiten hos människan börjar med en bit av en infekterad Anopheles honmygga som injicerar sporozoiter genom saliven i blodet hos människan. Sporozoiterna cirkulerar i blodet under en kort period på ca 30- 60 minuter och därefter invaderar dem aktivt leverncellerna (hepatocyter) i levern. I lever påbörjar sporozoiterna första fasen med en icke-sexuell replikation, som kallas vid pre-erytrocytisk schizogoni. I hepatocyterna delar sporozoiterna sig och mognar till sfäriska multinukleära schizonter som i sin tur utvecklar 2.000 till 40.000 enkärniga merozoiter. Schizonterna spricker och släpper ut merozoiter i blodet, vilka i sin tur invaderar erytrocyterna (röda blodkroppar) och fortsätter sin utvecklingsfas i röda blodkroppar (erytrocytisk schizogoni) . Beroende på arten av plasmodium så tar det olika tider för parasiten att slutföra sin vävnadsfas. Hos Plasmodium malariae är tiden mellan 15 och 30 dagar. Detta intervall kallas prepatent perioden. Studier har visat att den tiden kan variera mellan 16 och 59 dagar.

### Erytrocytisk schizogoni
Merozoiter invaderar erytrocyterna. Där även den komplexa invasionen är uppdelad i några faser. Varje erytrocyt kan bli infekterad av en merozoit. Inuti erytrocyterna sker en icke-sexuell delning och utveckling av parasiten sker genom olika steg. Till det första stadiet som merozoiterna övergår sker utveckling av trofoziter, vilket även kallas för "ringformen", baserad på dess morfologiska struktur. Stadiet kallas ofta för ring- och trofozoitstadium. Trofozoiterna fortsätter sin utveckling genom att mogna ut till schizont och återgå till sin icke-sexuell delning (erytrocytisk schizogoni) för att bilda nya merozoiter. Den mogna schizonten innehåller 8 till 36 nya merozoiter, som hos just Plasmodium malariae produceras var 72 timmar. Dessa merozoiter släpps ut när schizonterna brister och därför fortsätter infektera andra oinfekterade erytrocyter. Merozoit utsläppet i blodet ger upphov till stigandet av kroppstemperaturen under sjukdomsförloppet.
Vissa trofozoiter i de röda blodkropparna fortsätter sin utveckling genom att mogna till manliga respektive kvinnliga gametocyter, det vill säga mikro- och makrogametocyter. Produktionen av gametocyterna uppkommer oftast efter några antal icke-sexuella erytrocytisk schizogoni cyklar. Gametocytogenes uppträder från 5 till 23 dagar efter en primär infektion av P. malariae. Gametocyterna har inga andra funktioner inom den mänskliga värden utan fortsätter sin aktivitet inne i den Anopheles honmyggan.

### Sporogoni (Sexuell fas i myggan)
P. malariae börjar sin utvecklingsfas i Anopheles honmygga. När myggan biter en infekterad individ överförs gametocyterna med blodet till myggan, där gametocyterna mognas till gameter (mikro- respektive makrogameter). Inne i myggans mage sker den sexuella fasen, en sammansmältning och befruktning av gameterna som ger upphov till en zygot. Zygoten omvandlas till en rörlig ookinet, som vandrar till och tränger in i myggans tarmvägg och invaderar basalmembranet, där den utvecklas till oocyst . Oocysterna börjar producera många hundra till några tusen sporozoiter inom sig, vilket tar cirka 2 till 3 veckor. Oocysterna växer och brister och därefter släpper ut sporoziterna in i blodbanan som sedan vandrar till myggans spottkörtlar. När infekterade myggan biter en ny mänsklig värd fortsätter livscykeln för malaria i människan.

## Parasitens roll i sjukdomen Malaria

### Vektor
Honmyggor av släktet Anopheles överför malaria till människor. Anopheles-släktet består av närmare 400 olika arter där cirka 60 stycken kan vara bärare av parasiter som åstadkommer malaria.

### Smittöverföring
Sker genom att en infekterad mygga sticker en människa. Anophelesmyggan har ett par långa segmenterade antenner placerade på huvudet, som hjälper den att skaffa sig sensorisk information samt att hitta sina byten. Dessa antenner är utrustade med doftreceptorer som hjälper myggan att känna värdens doft. Enligt en nyligen publicerad studie har forskare kunnat visa att Plasmodium-parasiten är benägen att förändra kroppsdoften hos infekterade människor, vilket påverkar attraktionen för myggor. Infekterade individer producerar och utsöndrar stora mängder av aldehyderna heptanal, oktanal och nonanal och studien visar att malariaparasiten förändrar kroppsdoft så att det kan detekteras av myggantenn. På så sätt lockas myggorna till de infekterade värdarna, och därför kan det leda till ökad myggbett hos nya människor.
När en mygga som är angripen av denna parasit sticker en människa förs en liten del av sporoziterna över till myggans spottkörtlar vilket gör att några dussin sporoziter överförs till människans blodomlopp vid sticket. Inom en timme har sporozoiter tagit sig från blodomloppet till människans leverceller. Vid sällsynta fall överförs malaria via blodtransfusioner eller smittade sprutor. En malariasmittad kvinna kan också smitta sin bebis strax innan eller i anslutning till förlossningen. Tiden från stick till att parasiten går att finna i blodet skiljer sig brett mellan individer, det vanligaste är att det tar mellan 16 och 59 dagar. Till skillnad från de mer virala malaria smittämnen, P. falcioparum och P. vivax är det maximala antalet parasiter i den smittade människan väldigt lågt. Det beror på flera olika faktorer, bland annat sporozoiten i P. malariae delar sig i färre merozoiter än de andra parasiterna och på grund av den längre livscykeln på 72 timmar som P. malariae har jämförelsevis mot P. falcioparum och P. vivaxs 48 timmar utvecklingscykel. P. malariaes föredrar att invadera äldre erythrocyter vilket också påverkar det maximala antalet parasiter.

### Symtom
P. malariae framkallar i formen sporozoit ej några symtom på sjukdom, den kan i vissa fall ta lång tid från smittotillfället till att sjukdomen bryter ut. I levercellerna delar sig sporozoiterna till tusentals merozoiter vilket leder till att levercellerna sprängs. Detta i sin tur gör att fler merozoiter kan angripa fler leverceller. När merozoiterna lämnar levercellerna för att angripa erythrocyter kommer de första symtomen på sjukdomen. När merozoiterna angriper erythrocyterna sprängs de och den smittade människan reagerar främst med hög feber. Andra symtom kan vara illamående, huvudvärk, magsmärta, kräkningar eller myalgi. Den höga febern är en reaktion på den ökade infektionen som pågår i kroppen, det innefattar även att ta hand om resterna från de sprängda erythrocyterna.
Sjukdomsförloppet fortsätter med återkommande feberinfall, i P. malarie uppstår feberinfallen karaktäristiskt var fjärde dag. Detta beror på att parasiterna synkroniserar sina anfall på de röda blodkropparna, vilket innebär att den infekterande människan får feber i två dagar och är sedan feberfri i två dagar. Detta beror på att parasiterna i P. malariae tar 72 timmar på sig för att utvecklas.
Malariasymtomen är mildare vid angrepp av P. malarie jämfört med de mer aggressiva malariaparasiterna P.falcioparum och P. vivax, detta beror bland annat på P.malariaes längre livscykel och att P.malariae föredrar att attackera äldre erythrocyter.
Utan behandling stannar förmodligen parasiten i dess värd tills värden dör. Det finns uppgifter om smittade människor där malariaparasiten har vistats i ett viloläge i sin värd i uppemot 50 år innan första symtomen uppkommer. Även efter behandlad mal
0 det uppgifter om att parasiten kan ligga latent i kroppen och orsaka ett malariautbrott igen, detta sker oftast då kroppen utsätts för en högre nivå av stress än vanligt.
I de flesta fallen av malaria så överlever majoriteten. För små barn och gravida finns det en större risk att infektionen blir livsallvarlig.

### Skydd
Det finns idag inget vaccin som skyddar mot malaria. För att skydda sig från malaria kan man undvika att bli stucken av malariamyggor. Det kan man göra genom att klä sig i skyddande kläder under myggornas mest aktiva tid på dygnet, vilket är kvällstid, men också genom att sova under myggnät och använda sig av myggmedel. Det finns olika sorters läkemedel som kan intas för att förebygga malaria, det ger dock inte ett fullgott skydd utan man kan fortfarande angripas av parasiten.
Det är också möjligt att vara immun för malariaparasiten, vid hög utsatthet för parasiten ökar chansen för immunitet. I vissa afrikanska länder har 90 - 100 % av alla barn under 5 år malariaparasiter i sin blodbana trots att alla inte har symtom.

### Diagnos och behandling
Genom ett blodtest med så kallad Geimsa, en speciell färgblandning kan man ge rätt diagnos till en infekterad individ. Blodet tar man med fördel när temperaturen på den infekterade stiger, då finns det flest parasiter i blodbanan. Malaria går att behandla med hjälp av en mängd olika läkemedel och på grund av den resistent vissa malariaparasiter utvecklat används ofta en kombination av olika läkemedel för att behandla malaria.

### Hur malariamyggan hanterar att bli angripen av parasiten?
När malariamyggan blir angripen av Plasmodium angriper myggans medfödda immunförsvar parasiten. Det kan innebära att antimikrobiella peptider angriper parasiten eller ett system som liknar vårt komplementsystem reagerar, även det cellmedierade immunförsvaret kan aktiveras så fagocyterande celler attackerar parasiten. Det har också visat sig att myggor med en varierad tarmflora gör det svårare för Plasmodium parasiter att fortsätta sin livscykel i magvävnaden mot att utvecklas till oocyster.
Plasmodium parasiter smittar miljontals människor varje år. Både ett effektivt vaccin saknas och parasiterna blir även mer motståndskraftiga för medicinerna som idag finns mot malaria. Därför är det intressant att studera hur malariamyggans immunförsvar fungerar mot parasiterna för att hitta en effektiv lösning mot malaria.